# Bocenago
Bocenago település Olaszországban, Trento megyében. Lakosainak száma 395 fő (2023. január 1.). Bocenago Comano Terme, Tre Ville, Spiazzo, Stenico, Strembo, Caderzone és Massimeno községekkel határos.

## Népesség
A település népességének változása:
| Lakosok száma | 385  | 393  | 395  |
|               | 2017 | 2018 | 2023 |